# نیوه
نیوه (به ایتالیایی: Neive) یک کومونه در ایتالیا است که در استان کونیو واقع شده‌است. نیوه ۲۱٫۲ کیلومتر مربع مساحت و ۳٬۰۴۲ نفر جمعیت دارد.